# تیستابرک
تیستابرک (به مجاری:  Tisztaberek) یک منطقهٔ مسکونی در مجارستان است که در سابولچ-ساتمار-برگ واقع شده‌است. تیستابرک ۱۸٫۲۲ کیلومتر مربع مساحت و ۶۶۵ نفر جمعیت دارد.